# 佐敦北
佐敦北（代號E18）曾是香港油尖旺區議會下轄的選區，2015年設立，2023年取消，末任區議員為獨立民主派人士何富榮。

## 範圍及名稱
選區位於佐敦北部，由炮台街、甘肅街、加士居道及佐敦道所包圍，計有嘉泰大樓、德利樓、金寶大廈、文興樓、統一大廈等私人住宅夾雜商業大廈，故稱為佐敦北。與其相連的選區有油麻地南、尖東及京士柏、尖沙咀中、佐敦南、尖沙咀西及佐敦西，投票站設於佐敦道官立小學。

## 沿革
佐敦北選區在2015年區議會選舉時成立，但選區範圍卻幾乎跟1994年至2007年之間的佐敦選區一樣，當時佐敦選區變化一直不大，只是在2003年時加入原本屬於京士柏選區的一小部分。後來到2007年區議會選舉，政府將附近的選區大洗牌，其中炮台街以西部分劃去尖沙咀北，並改稱佐敦西。而原佐敦選區為符合人口要求，就將原本屬於尖沙咀西的佐敦道以南至九龍公園以北一帶劃入，改稱佐敦東。
2011年區議會選舉，政府更加將整個佐敦北範圍「一開四」，分入佐敦西、佐敦東、油麻地和京士柏選區。直至2014年，選管會因應油尖旺區新增議席，重新將原佐敦選區的大約範圍設立佐敦北選區，由於鄰近選區時任議員都屬於民建聯，有關劃界被指有利該黨。順帶一提，原本繼承佐敦選區地位的佐敦東，在此次改劃後已經沒有範圍跟以前的佐敦選區重疊，並改稱佐敦南。
2015年區議會選舉，民建聯楊鎮華以七成得票擊敗臨時參選的戚志良，使佐敦一帶成為民建聯的橋頭堡。
2019年區議會選舉，獨立民主派人士何富榮中取得1,423票，擊敗爭取連任的民建聯楊鎮華，成功當選油尖旺區議員。
佐敦北選區隨着2023年選舉改革被撤銷，與尖沙咀西、九龍站、佐敦西、油麻地南、富榮、油麻地北、尖東及京士柏、佐敦南及尖沙咀中選區合併油尖旺南選區。

## 人口結構
根據2016年香港中期人口統計，於此區居住的人有18,550人。而華人佔9,398人，即是僅僅佔過半數。填寫「其他」（不包括白人、菲律賓和印尼人的少數族裔）種族的人就有8,005人，超過40%。這些人多數是南亞裔人士，顯示南亞裔人士在這區擁有龐大的社群，同時佐敦北亦是香港以南亞裔人士為主的少數族裔人口佔比最重的選區。

## 歷屆議員
| 屆別           | 議員   | 政治聯繫 | 政治聯繫 |
| -------------- | ------ | -------- | -------- |
| 2016年－2019年 | 楊鎮華 |          | 民建聯   |
| 2020年－2023年 | 何富榮 |          | 無黨籍   |

## 歷屆選舉結果
| 政党   | 政党   | 候选人    | 票数  | %     | ±      |
| ------ | ------ | --------- | ----- | ----- | ------ |
|        | 民建聯 | 1. 楊鎮華 | 1,117 | 43.98 | ▼26.93 |
|        | 獨立   | 2. 何富榮 | 1,423 | 56.02 | 不適用 |
| 多数票 | 多数票 | 多数票    | 306   | 12.04 | ▼29.78 |

| 政党   | 政党   | 候选人    | 票数 | %     | ±      |
| ------ | ------ | --------- | ---- | ----- | ------ |
|        | 民建聯 | 1. 楊鎮華 | 941  | 70.91 | 新選區 |
|        | 獨立   | 2. 戚志良 | 386  | 29.09 | 新選區 |
| 多数票 | 多数票 | 多数票    | 555  | 41.82 | 新選區 |

## 資料來源與註釋
1. ↑  《粵語審音配詞字庫》 「佐」粵音zo3

1. ↑   (PDF).   [2019-12-20]. （原始内容存档 (PDF)于2019-12-07）.
2. ↑   (PDF).   [2019-12-20]. （原始内容 (PDF)存档于2020-08-20）.
3. ↑  .   [2017-08-17]. （原始内容存档于2018-06-13）.
4. ↑  . 區議會選舉2019. 2019-11-25  [2019-12-30]. （原始内容存档于2020-01-14）.
5. ↑  .   [2017-08-17]. （原始内容存档于2017-08-10）.